# Liste der Monuments historiques in Bay-sur-Aube
Die Liste der Monuments historiques in Bay-sur-Aube führt die Monuments historiques in der französischen Gemeinde Bay-sur-Aube auf.

## Liste der Immobilien
| Bezeichnung         | Beschreibung           | Standort               | Kennzeichnung | Schutzstatus | Datum | Bild           |
| ------------------- | ---------------------- | ---------------------- | ------------- | ------------ | ----- | -------------- |
| Kirche St-Hippolyte | ab dem 12. Jahrhundert | Rue de l’Eglise (Lage) | PA00078948    | Classé       | 1906  | weitere Bilder |

## Liste der Objekte
| Bezeichnung                            | Beschreibung | Standort                          | Kennzeichnung | Schutzstatus | Datum | Bild |
| -------------------------------------- | --- | --------------------------------- | ------------- | ------------ | ----- | ---- |
| Pietà                                  | Stein, farbig gefasst, 17. Jahrhundert | in der Kirche St-Hippolyte (Lage) | PM52000081    | Classé       | 1965  |      |
| Skulptur Johannes Evangelist           | Holz, farbig gefasst, 16. oder 17. Jahrhundert | in der Kirche St-Hippolyte (Lage) | PM52000075    | Classé       | 1965  |      |
| Tabernakel                             | Holz, farbig gefasst und vergoldet, 18. Jahrhundert | in der Kirche St-Hippolyte (Lage) | PM52000084    | Classé       | 1978  |      |
| Grabstein mit Axt                      | Kalkstein, mittelalterlich | in der Kirche St-Hippolyte (Lage) | PM52000079    | Classé       | 1965  |      |
| Relief Martyrium des heiligen Hippolyt | Holz, farbig gefasst, zweite Hälfte des 18. Jahrhunderts, von Antoine Besançon                                                                            | in der Kirche St-Hippolyte (Lage) | PM52000083    | Classé       | 1975  |      |
| Kruzifix                               | Holz, Schmiedeeisen, 18. Jahrhundert | in der Kirche St-Hippolyte (Lage) | PM52000076    | Classé       | 1965  |      |
| Grabstein mit Pflugschar (1)           | Kalkstein, mittelalterlich | in der Kirche St-Hippolyte (Lage) | PM52000078    | Classé       | 1965  |      |
| Skulptur eines heiligen Bischofs       | Stein, farbig gefasst, 16. oder 17. Jahrhundert | in der Kirche St-Hippolyte (Lage) | PM52000077    | Classé       | 1965  |      |
| Grabstein mit Pflugschar (2)           | Kalkstein, mittelalterlich | in der Kirche St-Hippolyte (Lage) | PM52000080    | Classé       | 1965  |      |
| Hippolyt-Altar                         | linker Seitenaltar; Altartisch, Retabel und Relief; Holz, farbig gefasst, zweite Hälfte des 18. Jahrhunderts, von Antoine Besançon; siehe auch PM52000083 | in der Kirche St-Hippolyte (Lage) | PM52000082    | Classé       | 1974  |      |